# Les Bains Douches 18 December 1979
Les Bains Douches 18 December 1979 — живий альбом англійської групи Joy Division, який був випущений 24 квітня 2001 року.

## Композиції
1. Disorder — 3:21
2. Love Will Tear Us Apart — 3:17
3. Insight — 3:25
4. Shadowplay — 3:46
5. Transmission — 3:19
6. Day of the Lords — 4:39
7. Twenty Four Hours — 4:12
8. These Days — 3:42
9. A Means to an End — 4:17
10. Passover — 2:18
11. New Dawn Fades — 4:40
12. Atrocity Exhibition — 6:56
13. Digital — 3:39
14. Dead Souls — 4:46
15. Autosuggestion — 4:13
16. Atmosphere — 4:47

## Учасники запису
- Єн Кертіс — гітара
- Бернар Самнер — гітара
- Пітер Хук — барабани
- Стефен Морріс — бас-гітара